# Cylicobathra
Cylicobathra is een geslacht van vlinders van de familie echte motten (Tineidae), uit de onderfamilie Perissomasticinae.

## Soorten
- C. argocoma (Meyrick, 1914)
- C. cuspidata (Gozmány, 1968)
- C. chionarga Meyrick, 1920
- C. spinosa Gaedike, 1983